# Большое Денисьево
Большое Денисьево — деревня в Грязовецком районе Вологодской области на реке Комья.
Входит в состав Комьянского муниципального образования, с точки зрения административно-территориального деления — в Комьянский сельсовет.
Расстояние по автодороге до районного центра Грязовца — 23 км, до центра муниципального образования Хорошево — 3,3 км. Ближайшие населённые пункты — Большое Костино, Аграфенка, Туфаново, Малое Денисьево.
По переписи 2002 года население — 3 человека.